# Kenya ved sommer-OL 2012
Kenya deltog ved Sommer-OL 2012 i London som blev arrangeret i perioden 27. juli til 12. august 2012.

## Medaljer
| 2012 London | Guld | Sølv | Bronze | Total |
| Kenya       | 2    | 4    | 5      | 11    |

### Medaljevinderne
| Kenya ved sommer-OL 2012 i London | Kenya ved sommer-OL 2012 i London | Kenya ved sommer-OL 2012 i London | Kenya ved sommer-OL 2012 i London | Kenya ved sommer-OL 2012 i London |
| Medaljer                          | Atlry                             | Sport                             | Øvelse                            | Resultat                          |
| --------------------------------- | --------------------------------- | --------------------------------- | --------------------------------- | --------------------------------- |
| Guld                              | Ezekiel Kemboi                    | Atletik                           | 3 000 m fprhindringsløb, mænd     | 8.18,56                           |
| Guld                              | David Rudisha                     | Atletik                           | 800 meter, mænd                   | 1.40,91 VR                        |
| Sølv                              | Vivian Cheruiyot                  | Atletik                           | 5 000 meter, damer                | 15.04,73                          |
| Sølv                              | Priscah Jeptoo                    | Atletik                           | Maraton, damer                    | 2.23.12                           |
| Sølv                              | Sally Kipyego                     | Atletik                           | 10 000 meter, damer               | 30.26,37                          |
| Sølv                              | Abel Kirui                        | Atletik                           | Maraton, menn                     | 2.08.27                           |
| Bronse                            | Vivian Cheruiyot                  | Atletik                           | 10 000 meter, damer               | 30.30,44                          |
| Bronse                            | Wilson Kipsang Kiprotich          | Atletik                           | Maraton, mænd                     | 2.09.37                           |
| Bronse                            | Timothy Kitum                     | Atletik                           | 800 meter, mænd                   | 1.42,53                           |
| Bronse                            | Thomas Pkemei Longosiwa           | Atletik                           | 5 000 meter, mænd                 | 13.42,36                          |
| Bronse                            | Abel Mutai                        | Atletik                           | 3 000 m hinder, mænd              | 8.19,73                           |